# David Molina Encinas
David Molina Encinas (Granada, 20 de marzo de 1968) director y productor de series de televisión. Entre ellas, Los Serrano, Los hombres de Paco, El barco, Vis a Vis, Deudas, Cristo y Rey, Eva y Nicole y Desde el mañana.   

## Trayectoria
Licenciado en Ciencias de la Imagen Audiovisual por la Facultad de Ciencias de la Información de la Universidad Complutense de Madrid. 
En 1993 comenzó trabajando en producción de programas de televisión como En los límites de la realidad (Antena 3), presentado por Andrés Aberasturi y Luz Roja (TVE 1, 1994) y El semáforo (TVE 1, 1995-1997), ambos dirigidos por Chicho Ibáñez Serrador. 
Cambió a tareas de producción de series con Plaza alta y Calle Nueva. Desde 2000 trabajó en la productora Globomedia, ya en el área de dirección de series como Periodistas, Los Serrano, Los hombres de Paco, El barco, Estoy vivo y Vis a vis. Desde 2019, dirige ficciones de la productora de The Good Mood: La valla, Deudas, Cristo y Rey. También dirige Eva & Nicole, serie para Atresmedia, con Belén Rueda e Hiba Abouk, cuyo estreno se anuncia para el 2 de junio de 2024 y Desde el mañana, ficción para Disney+, con Álex González y Marta Hazas, del que se anuncia el estreno para el 12 de junio de ese mismo año.      
También ha sido coproductor ejecutivo de Los hombres de Paco, El barco, La valla y Desde el mañana. 
Como docente, ha impartido cursos de puesta en escena y dirección de actores, entre otras, en la Escuela Pública de Formación Cultural de Andalucía y la Escuela de Actores UNIR. Es profesor de Dirección de Ficción de Televisión en el Máster de Ficción Televisiva de la Universidad Antonio de Nebrija. 

## Filmografía
Series en las que ha ejercido como director de capítulos:
- Periodistas (2001-2002, Telecinco, 7 episodios)
- Los Serrano (2003-2007, Telecinco, 24 episodios)
- Los hombres de Paco (2005-2010, 2021, Antena 3, 51 episodios)
- El barco (2011-2013, Telecinco, 15 episodios)
- Bienvenidos al Lolita (2014, Antena 3, 6 episodios)
- Anclados (2014, Telecinco, 1 episodio, 7 episodios)
- Olmos y Robles (2016, TVE1, 1 episodio)
- El accidente (2017, Telecinco, 6 episodios)
- Vis a vis (2015-2018, Antena 3 y Fox España)
- Estoy vivo (2017-2021, TVE1, 9 episodios)
- La valla (2020, Atresmedia, 4 episodios)
- Deudas (2021, Atresmedia, 4 episodios)
- Paraíso (2022, Movistar+Plus, 4 episodios)
- Cristo y Rey (2023, Atresmedia, 8 episodios)
- Eva & Nicole (2024, Atresmedia, 8 episodios)
- Desde el mañana (2024, Disney +, 8 episodios)

## Premios y reconocimientos
- 2003 Finalista a Premio Iris de la Academia de la Televisión a Mejor Dirección por Los Serrano.
- 2015 Premio Dirige a la Mejor Dirección de Ficción del FesTVal, Festival de Televisión de Vitoria, por Vis a vis. Concedido por Dirige, la Asociación de Directores de Ficción de Televisión. [16]
- 2015. Premio Lo Mejor del Año en la categoría de Descubrimiento, en el FesTVAL a Vis a vis. [17]
- 2017. Nominado a los Premios MIM Series Mejor Dirección y Mejor Serie Drama, por Estoy vivo .
- 2018. Finalista Premio Iris de la Academia de la Televisión Mejor Dirección por Vis a Vis, junto a Jesús Colmenar, Sandra Gallego y Jesús Rodrigo.
- 2018. Finalista Premios Iris Mejor Ficción por Estoy vivo.